# 顾懋勋 (1896年)
顾懋勋（1896年—1975年），男，江苏无锡人，中国桥梁专家，曾任武汉桥梁工程学院教务长、副院长，第三、四届全国政协委员。

## 家庭
妻子过兰谷，女儿顾墨琳。